# Luís Carneiro de Sousa
Luís Carneiro de Sousa, primeiro conde da Ilha do Príncipe, (c. 1610 — ca. 1653) foi um nobre português que participou ativamente na Restauração da Independência Portuguesa em 1640. 

## Vida
Foi donatário da Capitania de Itanhaém por dote de sua esposa, Dona Mariana de Faro e Sousa, filha de D. Sancho de Faro, Senhor de Alcoentre e Tagarro (que era bisneto e herdeiro de parte do morgadio de Martim Afonso de Sousa, primeiro donatário da Capitania de São Vicente e 1.º senhor de Alcoentre na sua família) e de D. Isabela de Luna.
Herdou do seu pai, Francisco Carneiro, a capitania da Ilha do Príncipe, que estava na sua família desde o ano de 1500, quando o Rei D. Manuel I a doara a António Carneiro.
Enquanto o sogro permaneceu fiel a D. Filipe III de Portugal e IV de Espanha, vindo a morrer na Flandres ao serviço do mesmo rei em 1645, D. Luís Carneiro de Sousa lutou ao lado de El-Rei D. João IV, o restaurador, e obteve deste a confirmação de que a Capitania de São Vicente integrava o dote da esposa, ca. de 1649.